# نغو شوان سون
نغو شوان سون هو لاعب كرة قدم فيتنامي في مركز حراسة المرمى، ولد في 1997 في فيتنام. لعب مع نادي فيتيل.